# Sam Tarry
Samuel Peter Tarry (/ˈ t ɑː r i /; Westminster, 27 agosto 1982) è un politico britannico, membro dal 2019 del Parlamento inglese eletto nel collegio di Ilford South. L'11 ottobre 2022 l'Ilford South Constituency Labour Party decide di non riconfermarlo come candidato per le prossime elezioni. Ciononostante è ancora membro del Partito Laburista.

## Biografia
Nato nell'agosto del 1982 a Westminster . è il figlio maggiore del reverendo canonico Gordon Tarry, un pastore della Chiesa d'Inghilterra.
Cresciuto a St. Andrews Road, Tarry ha frequentato la Highlands Primary School a Ilford . A causa del trasferimento della famiglia a Seven Kings, Tarry completò gli studi secondari presso la St Edward's Church of England School a Romford .A 15 anni ha svolto la sua prima mansione come addetto alle pulizie al Redbridge College, e in seguito ha lavorato al Sainsbury's per contribuire alle spese scolastiche presso la University College di Londra .

### Vita privata
Nel 2016 Tarry sposa la pediatra Julia Fozard e insieme hanno due figli. Nel 2022 la coppia annuncia la separazione.
In seguito si è legato sentimentalmente con la deputata leader d'opposizione Angela Rayner.

## Carriera politica
Dal 2009 al 2011 Tarry è stato capo della Young Labour, movimento politico giovanile del Partito Laburista. Attivista del movimento antifascista, è membro attivo dell'organizzazione per i diritti civili Hope not Hate.
Dal 2010 al 2018 Tarry è stato consigliere del Partito Laburista per il distretto di Chadwell Health, nel municipio londinese di Barking e Dagenham.
Ha attirato a sé critiche da parte della stampa per la sua presunta residenza a Brighton. La polizia ha in seguito aperto un'indagine per frode elettorale in quanto risiedente a 70 miglia di distanza dal collegio elettorale d'appartenenza di Barking e Dagenham.
Le investigazioni hanno scagionato Tarry dall'accusa in seguito alla scoperta di una seconda proprietà a Barking e Dagenham presso le quali risultava essere legalmente residente durante le elezioni.

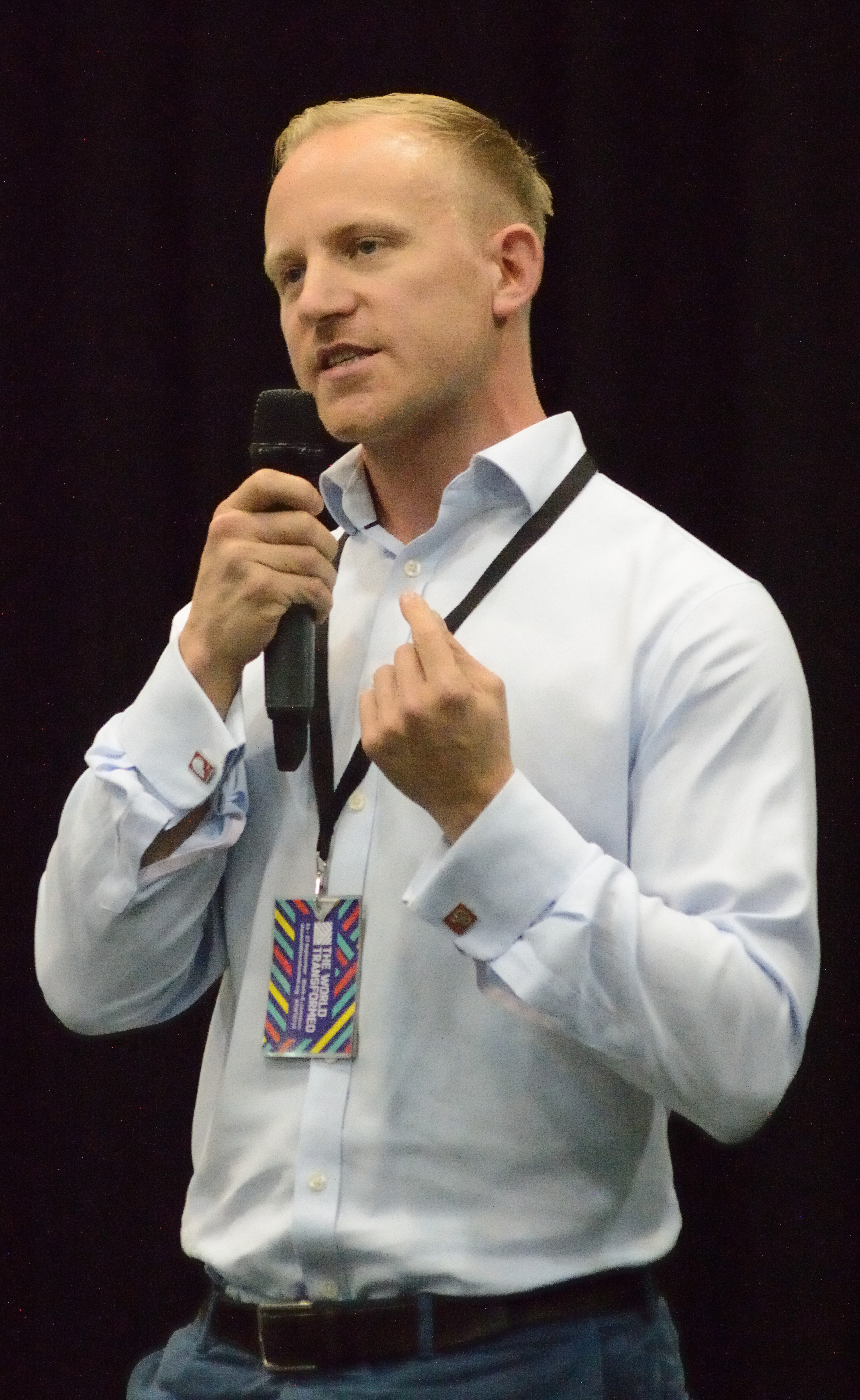
Tarry in un discorso nel 2016

Nel 2016 Tarry ha lavorato sotto la supervisione di Jon Lansman come direttore della campagna per le primarie del Partito Laburista con candidato Jeremy Corbyn, risultandone vincitore.
Tarry ha successivamente lavorato funzionario politico nazionale presso il sindacato TSSA e svolto il ruolo di presidente del centro di ricerca Centre for Labour and Social Studies (CLASS).
Nel 2017 si è proposto al partito laburista come candidato al seggio parlamentare del collegio di Hull West and Hessle.
Sebbene fosse il favorito al seggio grazie ai suoi rapporti di amicizia con il leader di partito Corbyn, venne tuttavia scelta Emma Hardy, un'insegnante locale e organizzatrice sindacale. Nel 2019 Tarry ha proposto la propria candidatura al seggio di Ilord South, in precedenza appartenente dal laburista Mike Gapes. La sua campagna elettorale è stata condotta in maniera congiunta da GMB e Momentum.
Il 4 Ottobre del 2019, la notte precedente al voto, il candidato rivale Jas Athwal, leader del collegio di Redbridge, venne sospeso dal proprio partito in seguito alle accuse di molestie sessuali.
In seguito al posticipo del voto e all'ineleggibilità di Athwal data la sua sospensione , il 22 ottobre 2019 Tarry vinse l'elezione e venne assolto da ogni presunto illecito.

### Carriera parlamentare
Alle elezioni generali del 2019 Tarry venne eletto in rappresentanza di Ilford South con una maggioranza di 24.101 voti, mantenendo il primato del partito laburista su tale seggio dal 1997.
In seguito all'elezione in parlamento, Tarry venne assegnato al Comitato Selezionato per i Trasporti, venendo accreditato come "appassionato sostenitore della proprietà pubblica". In veste della carica, ha richiesto l'introduzione di un sistema di risarcimento in caso di morte in servizio per i lavoratori nel settore dei trasporti di Londra.
Tarry dichiarò nel 2019 che " ci sono persone associate al partito laburista che hanno tentato di sfruttare a loro vantaggio la questione [dell'antisemitismo] soltanto a causa di alcune discordanze in ambito di politica estera con Jeremy Corbyn". Il Movimento Laburista Ebraico criticò tali dichiarazioni come sottesa della questione dell'antisemitismo all'interno del partito laburista sotto la leadership di Corbyn. In risposta Tarry disse di essersi "chiaramente riferito" al suo predecessore Mike Gapes. Ha inoltre affermato: " Avendo lavorato con numerosi gruppi e organizzazioni religiose, compreso Searchlight e Hope not Hate, con l'obiettivo specifico di combattere il razzismo e antisemitismo, questo è un argomento a cui tengo profondamente e non cercherei mai di minimizzarlo":
Durante la campagna elettorale per le primarie del Partito Laburista Tarry dichiarò che Keir Starmer avrebbe dovuto mostrare come avrebbe fatto a riottenere consensi nei collegi del nord da tempo sottratti ai laburisti, affermando di essere un "avvocato nord londinese" e opponendosi alla Brexit.
Dall'Aprile 2020 fino al Gennaio 2021 ha svolto il ruolo di segretario parlamentare privato di Ed Miliband nel gabinetto ombra, nella Commissione di Strategia Energetica e Industriale e ha lavorato come membro parlamentare nel gruppo di Angela Rayner, capo del gruppo parlamentare dei laburisti nel periodo in cui svolgeva il ruolo di ministro ombra per i pullman e trasporti locali.
Nell'estate del 2022 ebbero luogo un significativo numero di agitazioni nelle fabbriche. Starmer aveva ordinato ai suoi membri del gabinetto ombra di astenersi dai picchetti. Tuttavia alcuni membri del partito come Kate Osborne, Peter Kylr e Navendu Mishra vi parteciparono.
Il 27 Luglio venne revocata a Tarry la sua carica di Ministro ombra dei pullman e del trasporto locale in seguito alla sua partecipazione ad un picchetto ferroviario alla stazione di Euston. Dichiarò in televisione che i lavoratori dovessero ricevere un salario in linea con l'inflazione, sebbene la politica del Partito fosse improntata sulla negoziazione.
Tuttavia il suo licenziamento venne contestato dai leader dei sindacati. Tarry affermò in un articolo di giornale che " non partecipare insieme ai lavoratori allo sciopero sarebbe stata una miserabile inadempienza ai doveri di un parlamentare laburista."
Nel Luglio 2022 si tenne un importante ballottaggio, un procedimento svolto in ogni seggio laburista prima delle elezioni generali, per decidere se Tarry dovesse riaffrontare una selezione. Tarry prese il 42.5% contro il 57.5%, perdendo.
Il 10 Ottobre 2022 vi fu un'ulteriore selezione che fu ulteriormente persa da Tarry contro il leader del comune locale Jas Athwal con 361 voti contro 499.